# Sečovlje
Sečovlje (italiano, Sicciole) es un asentamiento en el municipio de Piran en la región Litoral esloveno de Eslovenia.
El punto fronterizo internacional de Sečovlje es uno de los principales lugares de cruce de la frontera entre Eslovenia y la Istria croata. El aeropuerto de Portorož está en Sečovlje. La iglesia parroquial en la localidad está dedicada a san Martín de Tours.
El parque natural de las salinas de Sečovlje está cerca de la localidad e incluye las salinas de Sečovlje. Los visitantes proporcionan una importante fuente de ingresos para el parque. Debido a restricciones geográficas específicas y otros factores, (y especialmente para animar a los visitantes a abandonar sus vehículos fuera de los límites del parque) se espera que puedan introducirse los vehículos eléctricos públicos para los visitantes.